# Tōkyō no yado
Tōkyō no yado (東京の宿, Una posada a Tòquio) és una pel·lícula muda de 1935 dirigida per Yasujirō Ozu. És l'última pel·lícula muda existent d'Ozu.
El guió s'atribueix a Uinzato Mone o Winthat Monnet ("Sense diners"). De fet, el guió va ser escrit per Ozu, Masao Arata i Tadao Ikeda durant un període en què l'Ozu no tenia diners en efectiu.

## Argument
Kihachi (Takeshi Sakamoto) deambula per les planes industrials del districte de Koto de Tòquio amb els seus dos fills petits, Zenko (Tokkan Kozo) i Masako (Takayuki Suematsu), buscant treball. Incapaç de trobar feina, Kihachi confia en els seus fills en atrapar gossos de carrer per obtenir els diners de la recompensa, però Zenko malgasta la recompensa comprant-se una gorra d'oficial molt desitjada. Més tard, els germans es barallen i perden el farcell de la família. Kihachi els diu que ja no tenen prou diners per pagar tant un àpat com un llit per a la nit. Trien un àpat. En una cafeteria es troben amb l'antic amic d'en Kihachi, l'Otsune (Choko Iida), que troba feina en Kihachi i permet a la família llogar una habitació a la cafeteria.
Kihachi coneix l'empobrida Otaka (Yoshiko Okada) i la seva filla petita, Kimiko (Kazuko Ojima). Otaka tampoc no pot trobar feina. Kihachi porta l'Otaka i la Kimiko a la cafeteria d'Otsune per menjar.
Més tard, Kihachi descobreix que l'Otaka ha trobat feina com a cambrera. Explica que la seva filla ha caigut malalta i no es pot permetre el luxe de pagar les factures de l'hospital. Kihachi, incapaç de demanar prestat diners a Otsune per pagar les factures, recorre al robatori i fa que els seus fills portin els ingressos a Otaka.
Kihachi confia en Otsune, que el renya i li diu que s'ha de preocupar per ell. Deixa els nois a càrrec d'Otsune i marxa cap a la comissaria de policia a lliurar-se.

## Repartiment
- Takeshi Sakamoto com a Kihachi
- Tokkan Kozo com a Zenko
- Takayuki Suematsu com a Masako
- Yoshiko Okada com a Otaka
- Kazuko Ojima com a Kimiko
- Choko Iida com a Otsune
- Chishū Ryū